# 梅爾莫斯 (夸祖魯-納塔爾省)
梅爾莫斯是南非的城鎮，位於該國東北部，由夸祖魯-納塔爾省負責管轄，始建於1887年，面積12.1平方公里，海拔高度811米，2001年人口1,816，人口密度每平方公里150人。